# Lepersonnita-(Gd)
La lepersonnita-(Gd) és un mineral de la classe dels carbonats. Rep el seu nom de Jacques Lepersonne, cap honorari del Departament de geologia i mineralogia del Museu Reial de l'Àfrica Central, que es troba a Tervuren (Bèlgica).

## Característiques
La lepersonnita-(Gd) és un carbonat de fórmula química Ca(Gd,Dy)₂(UO₂)24(SiO₄)₄(CO₃)₈(OH)24·48H₂O. És una espècie única, en ser l'únic mineral aprovat amb l'element gadolini com a dominant. Cristal·litza en el sistema ortoròmbic. Es troba en forma de crostes mamil·lars o esfèrules, de fins a 5 mil·límetres de diàmetre, formades per cristalls aciculars radials allargats al llarg de [001]. Segons la classificació de Nickel-Strunz, la lepersonnita-(Gd) pertany a «05.EG - Uranil carbonats amb SO₄ o SiO₄» juntament amb la schröckingerita i el mineral sense anomenar UM1997-27-CO:CaHKSU.

## Formació i jaciments
Va ser descoberta a la mina Kasolo, a Shinkolobwe (Katanga, República Democràtica del Congo), l'únic indret on ha estat trobada, a la part baixa de les zones d'oxidació desenvolupades sobre roques dolomítiques que contenen uraninita. Sol trobar-se associada a altres minerals com: bijvoetita, sklodowskita, curita, uranofana, bequerelita, rutherfordina i studtita.